# Bagatelle (La Réunion)
Pour les articles homonymes, voir Bagatelle.

Bagatelle est un lieu-dit de l'île de La Réunion, département d'outre-mer français dans le sud-ouest de l'océan Indien. Il constitue un quartier de la commune de Sainte-Suzanne.
Une partie de la Bagatelle, autour de la Grande-Montée, est classée quartier prioritaire avec un millier d'habitants en 2018.